# Violette et François
Pour plus de détails, voir Fiche technique et Distribution.
Violette et François est un film français réalisé par Jacques Rouffio, sorti en 1977.

## Synopsis
Un jeune couple ayant un enfant de deux ans, non conformiste, vit d'amour et de vol à l'étalage. L'un de ses deux membres finissant par être franchement excédé de cette façon de subsister, et ne prenant dès lors plus aucune précaution pour masquer ses larcins, l'histoire finira tristement. Ou comment la bohème a une fin.

## Fiche technique
- Titre : Violette et François
- Réalisation : Jacques Rouffio
- Scénario : Jean-Loup Dabadie
- Assistants réalisateur : Thierry Chabert, Philippe Lopes-Curval
- Photographie : Andréas Winding
- Musique : Philippe Sarde
- Montage : Geneviève Winding
- Décors : Jean André
- Costumes : Catherine Leterrier
- Son : William Robert Sivel
- Producteur : Jacques-Éric Strauss
- Producteur associé : Alain Sarde
- Directeur de production : Jacques Juranville
- Sociétés de production : FR3 - Président Films
- Distributeur : Gaumont Distribution
- Durée : 98 minutes
- Dates de tournage : 11 octobre 1976 au 5 janvier 1977
- Date de sortie en France : 23 mars 1977

## Distribution
- Isabelle Adjani : Violette Clos
- Jacques Dutronc : François Levene
- Serge Reggiani : M. Levene
- Catherine Lachens : Carla Isalvi
- Lea Massari : Cécile Levene
- Françoise Arnoul : Mme Clos
- Bernard Allouf : Caly
- Roland Bertin : David
- Sophie Daumier : Paula
- Michel Such : copain musicien
- André Rouyer : surveillant grand magasin
- Gilette Barbier : surveillante grand magasin
- Alix Mahieux : patronne magasin de vêtements
- Michel Charrel : surveillant 2e grand magasin
- Hugues De Giorgis  : parrain de Violette (non crédité)
- Jacques Pisias : automobiliste (non crédité)
- Jacques Plée : voleur du grand magasin (non crédité)
- Odile Poisson : ?
- Alain David : ?
- Jean-Pierre Honoré : ?
- Carole Lange : ?
- Maïté Nahyr : ?
- Serge Wagner : ?
- Guy Franquet : ?
- Damien Boisseau : un enfant au mariage
- Philippe Brizard : le technicien du magasin de musique